# 5,8 × 42 mm
El 5,8 × 42 mm (designación china: DBP-87) es un cartucho intermedio de origen chino para fusiles de asalto y ametralladoras ligeras. Se introdujo al servicio en servicio en 1987 con el nuevo fusil de asalto QBZ-95, que no fue incorporado al servicio de manera formal por ciertos problemas con el arma y su diseño. Se creía que gradualmente supliría y reemplazaría al cartucho 7,62 × 39 mm, que desde 1951 y para entonces era la norma y es aún el cartucho en uso y base para el diseño de armas de asalto en China.
El 5,8 × 42 mm es un ejemplo de la tendencia internacional de fabricar cartuchos intermedios para uso militar, aumentando la cadencia y sostenimiento de la tasa de fuego, manteniendo siempre el mismo peso portado por la infantería. Cartuchos como el 5,45 x 39 mm, 5,56 × 45 mm OTAN, y el 5,7 × 28 mm belga permiten que un soldado lleve más munición por el mismo peso. Además disminuyen el retroceso y el impacto sobre el cerrojo, favoreciendo el diseño de armas más livianas y la puntería en el tiro automático.

## Historia
China inicia el desarrollo del cartucho 5.8×42mm/DBP87 en 1979, culminando el mismo con la presentación del proyectil en 1987. El cartucho de munición 5.8×42mm/DBP-87 fue diseñado para reemplazar el 7,62 × 39 mm soviético en uso por el Ejército de Liberación de China (PLA). El fusil Tipo 95/QBZ-95 (en chino: 轻武器,步枪,自动, 1995; en Pinyin: Qīng wǔqì, Bùqiāng, Zìdòng, 1995; o literalmente como "Cartucho ligero para armas o rifles automáticos del año 1995") en su calibre 5.8 mm, dispara el cartucho 5.8×42 mm/DBP-87 o su variante mejorada, el DBP-95; siendo esta versión el nuevo estándar dentro del PLA.
En junio de 2004, una versión más actualizada del cartucho 5.8x42mm entró en desarrollo en sustitución de su modelo precedente y con el objetivo de pasar a ser la munición para el rifle revisado Tipo 95-1. Ambos diseños finalizaron en el año 2010 y la producción empezará el mismo año. Este nuevo cartucho es conocido por la sigla DBP-10.

## Armas que lo usan
- QBZ-95

QBZ - 94
QBU - 88